# Fimfárum – Do třetice všeho dobrého
Fimfárum – Do třetice všeho dobrého je český film z roku 2011, třetí ze série celovečerních loutkových filmů podle pohádek z knihy Jana Wericha Fimfárum. Je složen z pohádek Jak na Šumavě obři vyhynuli (9 minut; režie: Kristina Dufková, výtvarník: Denisa Grimmová), O kloboučku s pérkem sojčím (25 minut; režie: Vlasta Pospíšilová, výtvarník: Petr Poš) a Rozum a Štěstí (40 minut; režie: David Súkup, výtvarník: Patricia Ortiz Martinez). Film byl natočen stereoskopicky (3D).
Pohádky ve filmu jsou umístěné do 60. let 20. století, tvůrci do nich ale vložili odkazy na dnešní dobu. Např. v pohádce Rozum a Štěstí je k vidění počítač.
V Česku a na Slovensku film v kinech vidělo 80 000 diváků a byl uveden na 30 festivalech. V lednu 2012 měl premiéru v kinech ve Francii. Hlavní roli vypravěče nadaboval francouzský herec André Wilms. Do poloviny roku 2012 ho pak ve Francii vidělo cca 50.000 diváků.

## Výroba
Natáčení ve studiích animovaného filmu Anima a Hafan film trvalo 24 měsíců (od února 2008), celková výroba trvala tři roky. Pro film vzniklo 70 loutek, některé mají až 40 pohyblivých částí. V největší scéně hrálo najednou 29 loutek. Originální loutka Štěstí byla do 14. února v charitativní internetové aukci pro Centrum Paraple. Aukce začínala na jedné koruně, v neděli 13. února byla její cena 66 766 Kč. Nakonec se vydražila za 100 300 Kč.
Film se nenatáčel na kameru, ale (podobně jako u Fimfára 2) na digitální fotoaparát. Jednu sekundu filmu tvoří 25 políček (25 fotografií). Natočilo se asi 234 000 políček (10 terabitů dat). Natáčelo se na 3 scénách zároveň, na čtvrté už souběžně vznikala další dekorace.
Producent filmu se rozhodl natáčet ve 3D až po natočení první pohádky O kloboučku s pérkem sojčím, poté, co se přesvědčil, že do 3D půjde převést i již natočená část. Pro film pak vznikla vlastní technologie natáčení ve 3D (zařízení na snímání dvěma paralelními kamerami se ukázalo být příliš drahé), která spočívá v plynulém pohybu kamery – jedna kamera tak snímala obraz pro obě oči.
Hudbu k filmu skládal Karel Holas, pak si ale zlomil obě ruce při havárii na motorce a hudbu k pohádce Rozum a Štěstí rychle složil Vladimír Merta. Ve filmu zazní také píseň Němá pana Jaroslava Uhlíře s textem Zdeňka Svěráka.
Počítalo se s až stovkou kopií filmu do kin, nakonec jich jde 16 klasických a 70 digitálních. Film stál zhruba 30 milionů Kč, další 3 až 4 miliony stála distribuce a marketing.

## Ocenění
Pohádka Rozum a Štěstí získala v roce 2012 ocenění na festivalu v Bělorusku a ve Valencii.

## Recenze
- Jaroslav Sedláček, Kinobox.cz, 10. února 2011   Archivováno 13. 2. 2011 na Wayback Machine.
- Kamil Fila, Aktuálně.cz, 15. února 2011
- Mirka Spáčilová, iDNES.cz, 19. února 2011
- František Fuka, FFFilm, 10. února 2011
- Martin Pomothy, Česko-Slovenská filmová databáze, 26. února 2019